# Ар'є Дері
Ар'є Махлуф Дері (івр. אריה דרעי; нар. 17 лютого 1959, Мекнес, Марокко) — ізраїльський політик, лідер партії ШАС.

## Біографія
Ар'є Дері народився у місті Мекнес у Марокко. В 1968 сім'я через Марсель переселилася в Ізраїль і оселилася в Бат-Ямі. Навчався в єшиві Хеврон у Єрусалимі, де познайомився з рівом Давидом Йосефом, сином рава Овадія Йосефа, і через нього з його батьком. Ар'є особливо зблизився з Рівом Овад'єй після того, як став часто бувати в його будинку, проводячи приватні уроки з його молодшим сином Моше. Після весілля оселився у поселенні Маале-Амос. У 1983 році переїхав до Єрусалиму і на прохання рава Шаха і рава Овадьї став одним із засновників партії ШАС. У 27-річному віці Дері призначений на високу посаду Генерального директора міністерства внутрішніх справ Ізраїлю. У 1988 році Ар'є Дері стає міністром внутрішніх справ в уряді Іцхака Шаміра, будучи наймолодшим міністром за всю історію Ізраїлю. Дері брав участь у так званому «Смердючому трюку» (התרגיל המסריח), покликаному звалити уряд національної єдності.
У 1990 році, внаслідок статті журналіста Мордехая Гілата в газеті Едіот ахронот та підозр у отриманні хабара, поліція розпочинає слідство у справі. Ар'є Дері скористався своїм правом на мовчання, що викликало суспільний гнів у країні.
На виборах у кнесет 1992 року Дері вперше обирається до парламенту і продовжує обіймати посаду міністра внутрішніх справ в уряді Іцхака Рабіна. У 1993 році поліція подає до прокуратури обвинувальний висновок проти Ар'є Дері та Верховний суд Ізраїлю ухвалює, що Дері не може виконувати обов'язки міністра. Ар'є Дері подає у відставку та відмовляється від депутатської недоторканності.
У 1999 році суд засуджує Ар'є Дері до чотирьох років ув'язнення та 250 000 шекелів штрафу. Внаслідок протестного голосування партія ШАС збільшила представництво у кнесеті з 10 до 17 мандатів. Після подання апеляції Верховний суд Ізраїлю змінив термін ув'язнення Дері, скоротивши його на рік. У 2003 році світовий суд Єрусалиму визнав Ар'є Дері винним у порушенні суспільної довіри, і засудив його до 3 місяців щодо штрафу в 10 000 шекелів.
У жовтні 2012 року, перед виборами до кнесету 19-го скликання, Ар'є Дері повертається до керівництва партії ШАС, разом з Елі Ішаєм та Аріелем Атіасом. Проте 28 грудня 2014 року два телевізійні канали випустили відеозапис, в якому Овадія Йосеф напав на Дері, називаючи його злою людиною та злодієм. Того ж дня Дері вручили листа про звільнення з раввинської ради ШАС. Наступного дня Дері подав заяву про відставку спікера Кнесету Едельштейна. Його місце зайняте Ліор Едрі.
Незважаючи на свою відставку з Кнесету, Дері очолив виборчий список ШАС на виборах у березні 2015 року і згодом був призначений міністром економіки та міністром розвитку Негева та Галілеї у новому уряді. 3 листопада 2015 він пішов у відставку з посади міністра економіки. 10 січня 2016 року уряд одноголосно затвердив призначення Ар'є Дері на посаду міністра внутрішніх справ Ізраїлю. З 11 січня 2016 року по 13 червня 2021 року обіймав цю посаду.